# Labastide-Rouairoux
Labastide-Rouairoux (okzitanisch: La Bastida de Roairós) ist eine französische Gemeinde mit 1.418 Einwohnern (Stand: 1. Januar 2022) im Département Tarn in der Region Okzitanien. Sie gehört zum Arrondissement Castres und zum Kanton Mazamet-2 Vallée du Thoré (bis 2015: Kanton Saint-Amans-Soult). Die Einwohner werden Bastidiens genannt.

## Lage
Labastide-Rouairoux liegt etwa 28 Kilometer ostsüdöstlich von Castres am Fuß der Montagne Noire (dt. „Schwarzes Gebirge“) und ist Teil des Regionalen Naturparks Haut-Languedoc. Der Thoré fließt durch die Gemeinde. Umgeben wird Labastide-Rouairoux von den Nachbargemeinden Anglès im Norden und Westen, Courniou im Osten, Verreries-de-Moussans im Südosten, Ferrals-les-Montagnes im Süden sowie Lacabarède im Westen und Südwesten.
Durch die Gemeinde führt die frühere Route nationale 112 (heutige D612).

## Geschichte
1166 wurde die Bastide von Raimund V., Graf von Toulouse, gegründet.

## Bevölkerungsentwicklung
| Jahr                      | 1962 | 1968 | 1975 | 1982 | 1990 | 1999 | 2006 | 2012 |
| Einwohner                 | 3313 | 3208 | 2858 | 2301 | 2027 | 1753 | 1631 | 1418 |
| Quelle: Cassini und INSEE |      |      |      |      |      |      |      |      |

## Sehenswürdigkeiten

Kirche Saint-Saturnin

- Kirche Saint-Saturnin
- Textilmuseum
- Dolmen du Crouzet
- Dolmen von la Gante
- Menhir du Faydas
- Menhir du Prat de la Bolo

## Persönlichkeiten
- Christophe Bassons (* 1974), Radrennfahrer